# دراماتورجيا هامبورغ

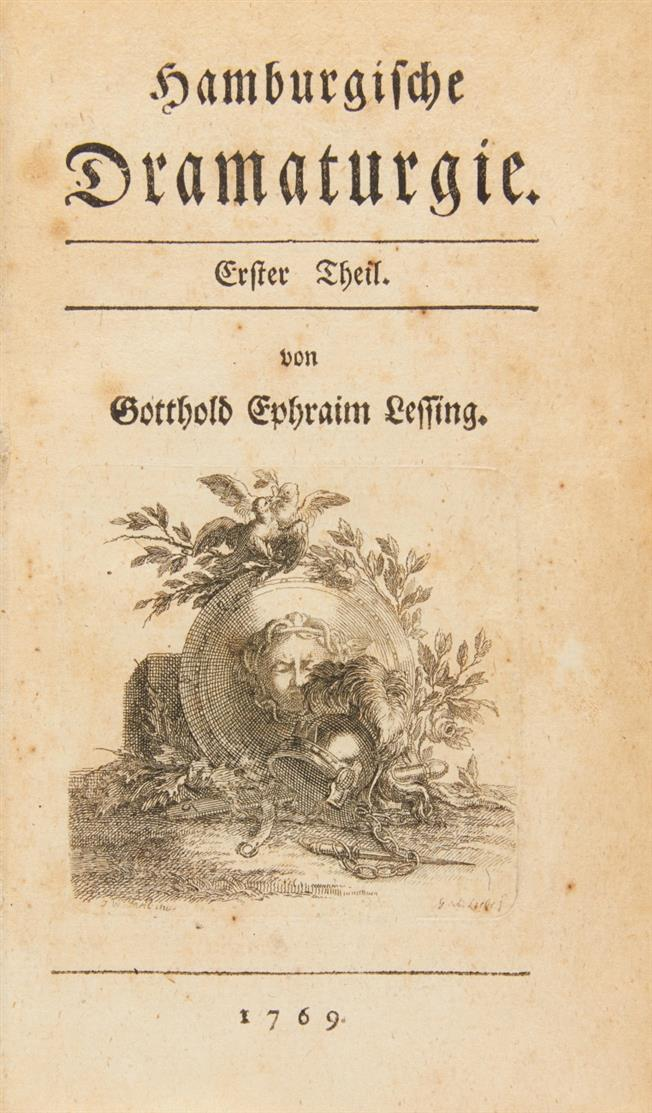
دراماتورجيا هامبورغ، الطبعة الأولى

دراماتورجيا هامبورغ (بالألمانية: Hamburgische Dramaturgie)‏ هو عمل مؤثر للغاية على الدراما بقلم إفرايم ليسينغ، كتب بين 1767 و1769 عندما عمل كدراما في مسرح هامبورغ الوطني لـAbel Seyler. لم يتم تصورها في الأصل ككتاب موحد ومنهجي، بل كسلسلة من المقالات حول المسرح، التي كتبها ليسينغ كتعليق على مسرحيات مسرح هامبورغ الوطني قصير العمر. تمثل هذه المجموعة المكونة من 101 مقالة قصيرة واحدة من أولى التعاقدات النقدية المستمرة مع إمكانات المسرح كوسيلة لتقدم الخطاب الإنساني. من نواح عديدة، حددت هامبورج دراماتورج مجال الدراما الجديد، وقدمت أيضًا المصطلح.
خلال الوقت الذي كتب ليسينغ فيه مسرحية هامبورغ، كانت هناك حركة جديدة للمسرح الألماني، تقوم على التأمل الذاتي. بدأ الممثلون في أداء الحياة الداخلية والخارجية لشخصياتهم في نفس الوقت. أحد أكثر الاقتباسات شهرة وشهرة من ليسينغ يراعي مسؤوليات الممثل والكاتب المسرحي: «إن التمييز الكبير للناقد الدرامي يكمن في قدرته على التمييز، كلما شعر بالسعادة أو الاستياء، إلى أي مدى يجب أن يكون هذا الشعور الفضل للكاتب أو الممثل»